# Soltau
Soltau é uma cidade da Alemanha localizada no distrito de Heidekreis, estado de Baixa Saxônia.